# Linha H do Metropolitano do Porto
 
Casa da Música ↔ Santo Ovídio
Nome popular: Linha Rubi
Tempo médio de viagem: 20 minutos
Melhor frequência: 3 minutos
Comprimento: 6,3 km
A Linha H ou Linha Rubi, que se encontra em construção, será a 8.ª linha do Metro do Porto, conectando numa só linha as estações da Casa da Musica, na Boavista, e Santo Ovídio, em Gaia.

## História
O projeto de desenvolvimento do metro do Porto apresentado em 2008 já previa a ligação da Boavista com Gaia, que seria parte da "Circular Sul" e criaria uma linha direta entre a Faculdade de Letras e Vila D'Este (parte da linha amarela). Quando de facto se retomou a expansão do metro, em 2019, o projeto geral havia sofrido grandes alterações, e foi decidido que a nova linha terminaria em Devesas (e não em Vila D'Este, como previsto no projeto da década anterior). Em 2020, foi então anunciado que a linha continuaria para além de Devesas até Santo Ovídio.

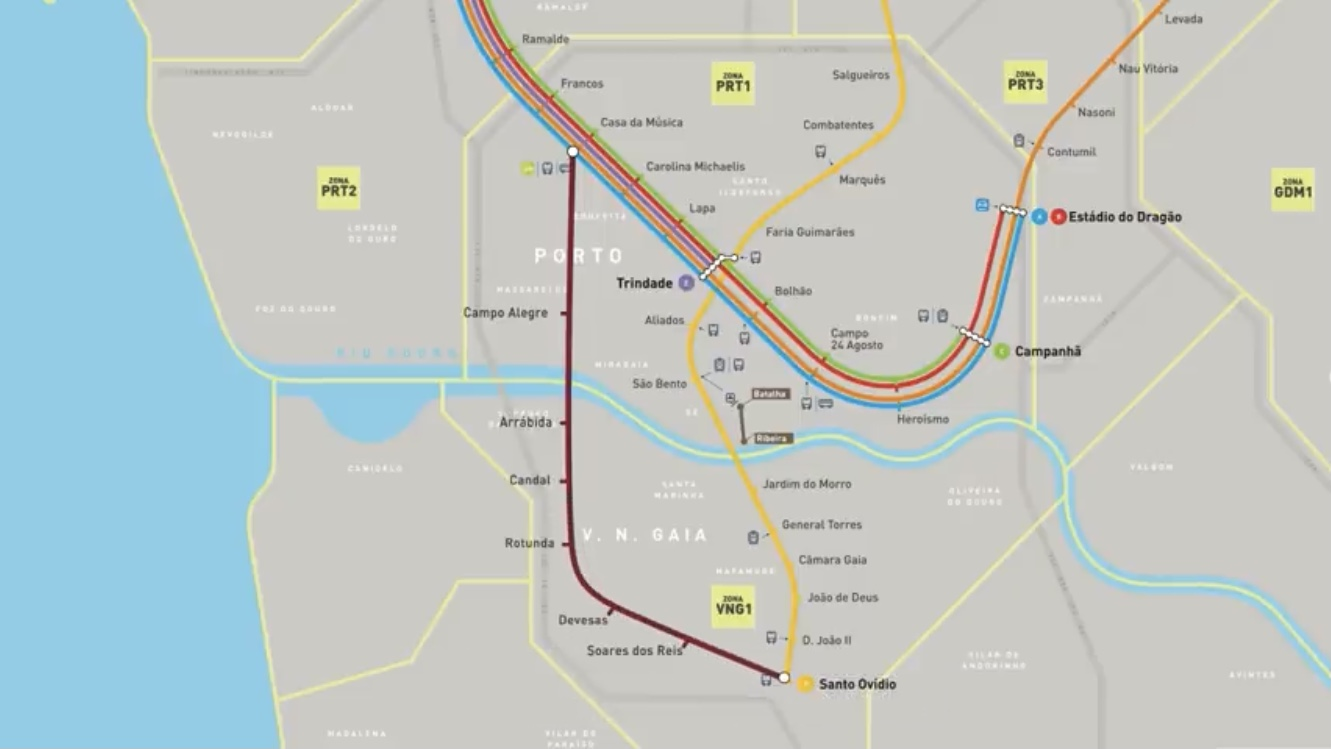
Plano da linha Rubi

No plano final, a Linha Rubi, estimada em 299 milhões de euros, teria uma extensão de 6,3 quilómetros e contemplaria dois túneis, uma nova ponte sobre o Rio Douro e seis novas estações, das quais três de superfície (Arrábida, Candal e Rotunda) e três subterrâneas (Campo Alegre, Devesas e Soares dos Reis).
Em junho de 2023, depois de uma votação aberta ao público para a escolha do nome da nova ponte sobre o Douro, foi anunciado que o nome vencedor tinha sido Ponte da Ferreirinha, em homenagem a Antónia Ferreira.
Os trabalhos de construção da linha iniciar-se-iam em maio de 2024, em Vila Nova de Gaia, a cargo de um consórcio formado pelas empresas Alberto Couto Alves (ACA), FCC Construcción e Contratas y Ventas, e com um orçamento atualizado para 435 milhões de euros.
Um ano decorrido, houve mais um ajuste de orçamento, passando este para 487,9 milhões de euros.

## Previsões
As estimativas oficiais apontam para que, no primeiro ano de abertura, haja 11,5 milhões de validações, das quais das quais 5,2 milhões captadas ao transporte privado. No quarto ano, já deverá haver 12,6 milhões de validações E, ao final de 25 anos, já deverá haver 16,6 milhões de validações anuais.
A título de comparação, em 2022, o tronco comum do metro teve 33,1 milhões de validações e a linha amarela teve 20 milhões.